# Allen Blairman
Allen Blairman (* 13. August 1940  in Pittsburgh, Pennsylvania; † 29. April 2022 in Heidelberg) war ein US-amerikanischer Schlagzeuger des Modern Jazz.

## Leben und Wirken

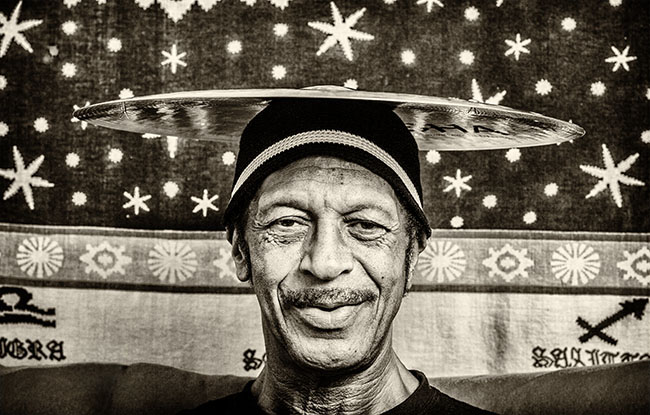
Schlagzeuger Allen Blairman

Blairman begann in Pittsburgh mit dem Schlagzeugspiel. Seine erste Band war das Alden Jazz Quartet. Er spielte mit Musikern wie dem Bassisten John Hurt, dem Posaunisten Nelson Harrisson, dem Saxophonisten George Green, dem Gitarristen Jerry Byrd und dem Organisten Jimmy Smith. Ab 1959 gehörte er dem „Charles Bell Contemporary Jazz Quartet“ von Charles Bell an, mit dem er zwei Schallplatten aufnahm. Er zog 1964 nach Washington, D.C. und 1968 nach New York, wo er mit George Benson, Charles Mingus, Slide Hampton, Chet Baker, Charlie Haden und Archie Shepp spielte. 1970 trat er mit Albert Ayler in Frankreich auf (Nuits de la Fondation Maeght). Mit Karl Berger tourte er 1971 durch Europa, wo er sich in Heidelberg niederließ. Er spielte mit Albert Mangelsdorff und mit Mal Waldron, mit denen er auch aufnahm. Daneben trat er auch im Blueskontext mit Eddie Taylor auf (1973) und 1976 mit der Gruppe Embryo in München. Später spielte er mit Fred Anderson und Peter Kowald, aber auch mit Biréli Lagrène und Jan Jankeje, dann mit Sid Kucera und mit Four 4 Jazz (mit Rick von Bracken), im Orgeltrio von Maggy Scott, im Trio von Uli Lenz, im Quartett von Rocky Knauer und mit Frank Runhof. Zuletzt spielte er mit seinem Trio Variety, dem der Mannheimer Saxophonist Olaf Schönborn und der Bassist Mario Fadani angehören, als auch mit einem weiteren Trio mit Rocky Knauer und Ulli Jünemann sowie seit 2009 mit dem Steptänzer Kurt Albert und Olaf Schönborn in der Jazzformation Melody Rhythm & Tap.